# Troniny (województwo śląskie)
Troniny – wieś w Polsce położona w województwie śląskim, w powiecie kłobuckim, w gminie Lipie. 
| SIMC    | Nazwa    | Rodzaj     |
| ------- | -------- | ---------- |
| 0137963 | Łyżniaki | przysiółek |

Do 31 grudnia 2016 był to przysiółek wsi Danków.
W latach 1975–1998 miejscowość administracyjnie należała do województwa częstochowskiego. Wieś położona jest nad rzeką Liswartą.